# Hălmăgel (gmina)
Hălmăgel – gmina w Rumunii, w okręgu Arad. Obejmuje miejscowości Hălmăgel, Luncșoara, Sârbi, Târnăvița i Țohești. W 2011 roku liczyła 1305 mieszkańców.